# Svanezia
La Svanezia o Svaneti (in georgiano სვანეთი?, in russo Сванетия?, Svanetia) è una regione storica della Georgia nel nordovest del paese. I suoi abitanti sono detti svaneti (in georgiano სვანები?), un gruppo etnico georgiano.

## Geografia
Circondato da picchi compresi fra i 3.000 e i 5.000 metri, in Svanezia si trovano quattro delle dieci montagne più alte del Caucaso, compresa la più alta montagna della Georgia, il Chkhara (5.201 metri).
Situata sulle pendici meridionali della catena montuosa del Gran Caucaso, la regione si estende sulle vallate dei fiumi Rioni, Inguri e Tskhenistskali. Geograficamente e storicamente, la regione è divisa in due parti: l'alta Svanezia (Zemo Svaneti, l'odierna provincia di Mest'ia) e la bassa Svanezia (Kvemo Svaneti, l'odierna provincia di Lent'ekhi). Oggi queste province sono suddivise nelle regioni di Samegrelo-Zemo Svaneti e Rach'a-Lechkhumi e Kvemo Svaneti. Storicamente la Svanezia includeva anche alcune regioni che oggi fanno parte della provincia ribelle dell'Abcasia e dell'odierna Russia.

## Paesaggio
Il paesaggio della Svanezia è dominato da alte montagne separate da profonde valli. La maggior parte del territorio che si trova al di sotto dei 1.800 metri d'altezza è coperto da foreste, composte principalmente da conifere. Le specie più diffuse sono pecci, abeti del Caucaso, faggi, querce e carpini. Fra i 1.800 e i 3.000 metri la vegetazione è prevalentemente di tipo alpino, con ampi prati. Al di sopra dei 3.000 metri vi sono ghiacciai e nevi perenni.

## Clima
Il clima della Svanezia è umido tutto l'anno, fortemente influenzato dalle masse d'aria provenienti dal Mar Nero. A seconda dell'altezza sul livello del mare presa in considerazione, le precipitazioni medie variano fra i 1.000 e i 3.200 millimetri l'anno, col massimo nella zona del Gran Caucaso. Ovviamente durante l'inverno le nevicate sono molto abbondanti, con frequenti valanghe che si abbattono a valle durante tutta la stagione. Le regioni più basse godono di estati lunghe e calde, che si vanno via via accorciando col salire dell'altitudine. Gli inverni, mitigati dall'aria proveniente dal Mar Nero, non sono freddi come potrebbe lasciar immaginare l'altezza delle montagne.

## Storia

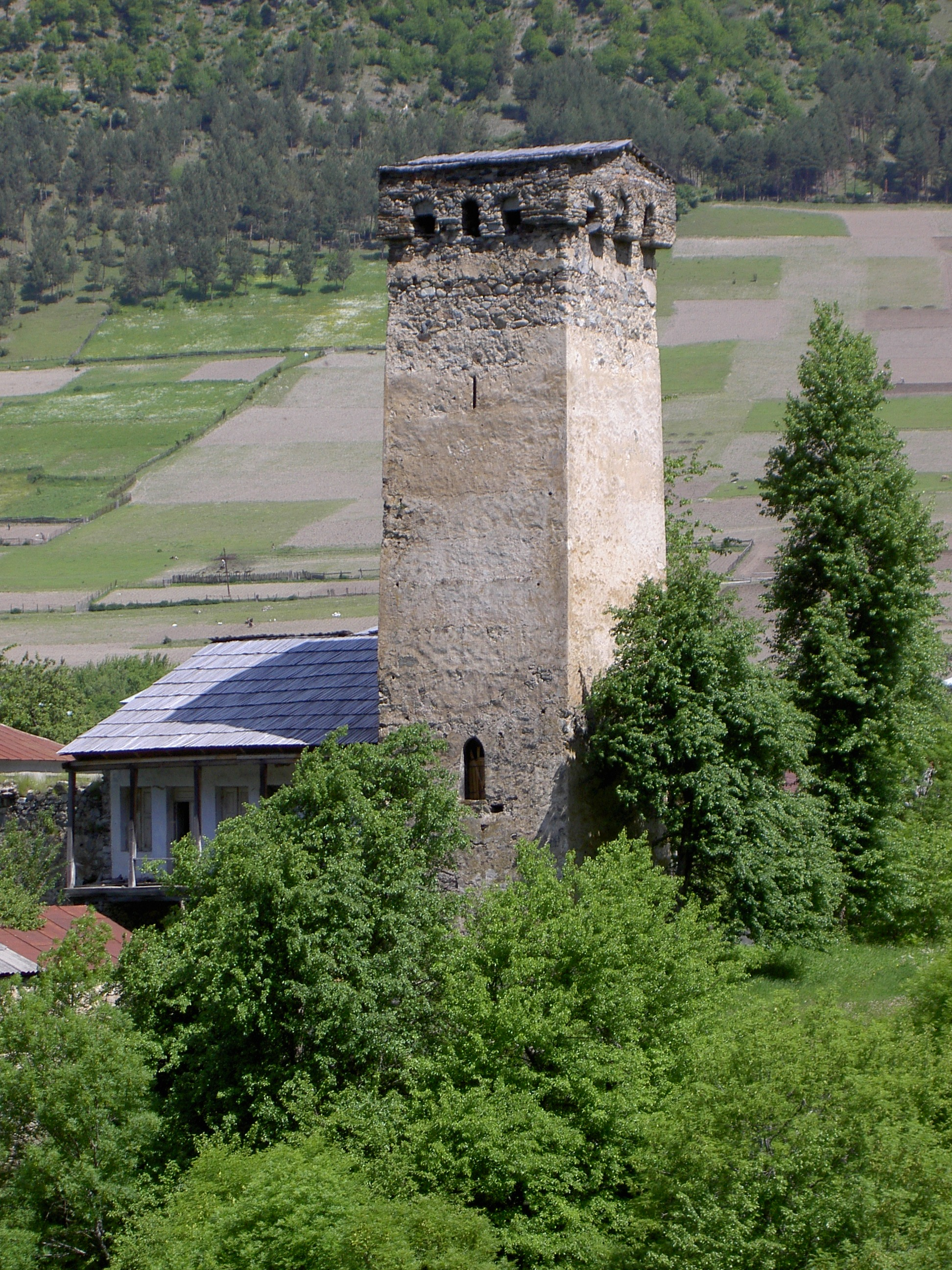
Una torre medievale dell'alta Svanezia

Gli svaneti sono abitualmente identificati con le popolazioni georgiane di cui parlava già nell'antichità Strabone, anche perché grosso modo l'area in cui vivevano coincide con quella attuale. La provincia è stata una dipendenza della Colchide e dei regni succedutosi fino al 552, quando gli abitanti si allearono con i Persiani. Quello fu un periodo di guerre, poiché i Bizantini volevano la regione per impedire il passaggio ai Persiani verso il Mar Nero. Nel 562 gli Svan, sconfitti, tornarono al vecchio regno.
Agli inizi dell'XI secolo la Svanezia venne incorporato nell'Abcasia in un'unica monarchia, parte del Regno di Georgia, diventando un ducato. A cavallo fra il XII e il XIII secolo la cultura ortodossa nella provincia fiorì particolarmente, soprattutto durante il regno della regina Tamar, rispettata quasi come fosse una divinità. I Mongoli qui non giunsero mai, e per un certo periodo di tempo la Svanezia divenne un'isola culturale autonoma. In seguito allo sgretolamento del Regno di Georgia (1460), però, scoppiò una violenta guerra per il controllo della provincia, divisa in due (alta Svanezia e bassa Svanezia).

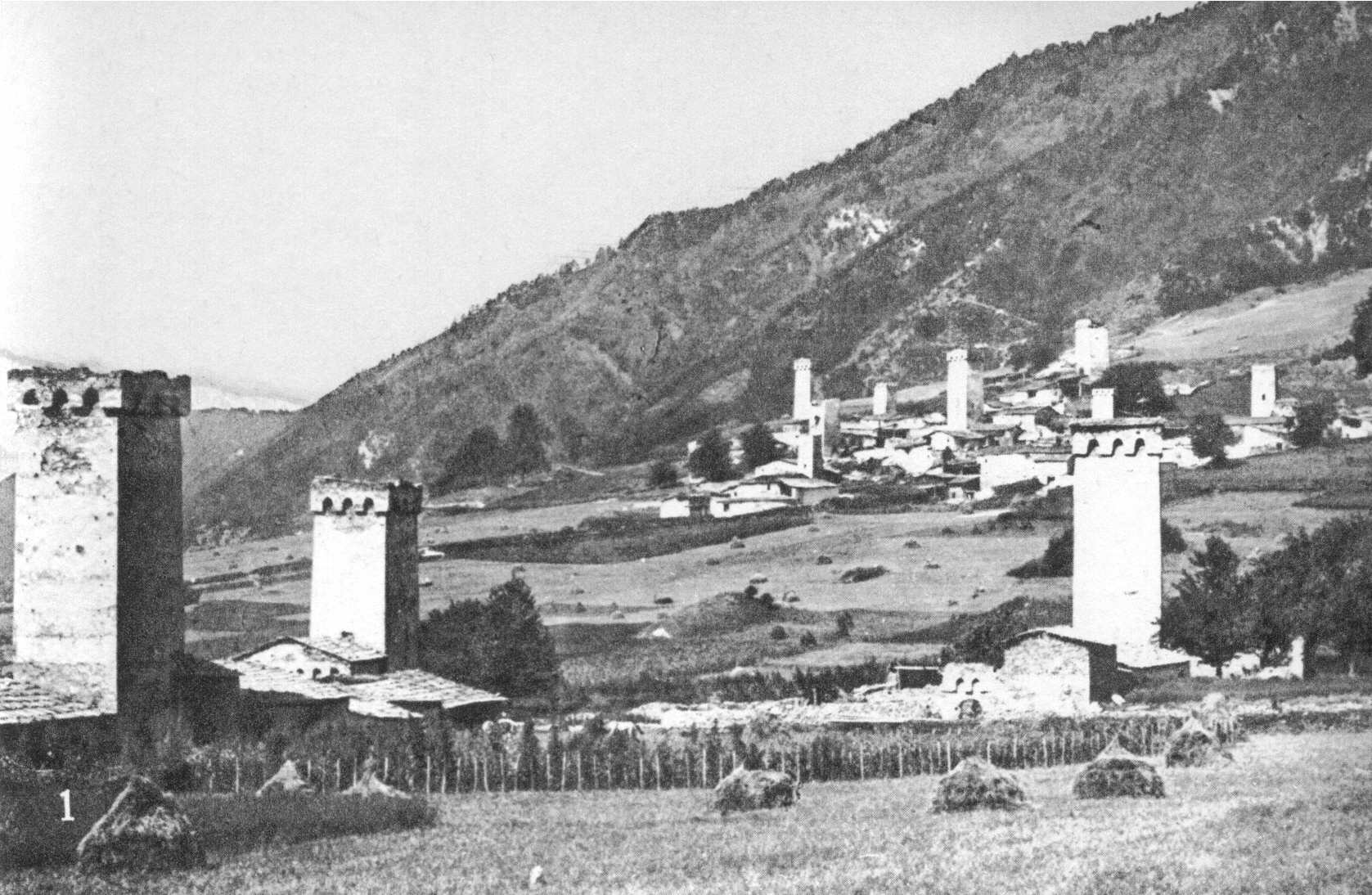
Mest'ia negli ultimi anni del XIX secolo

Il 26 novembre 1833 il principe della Svanezia firmò un accordo di protezione con l'Impero russo, ma a causa dell'inaccessibilità la regione rimase quasi autonoma fino al 1857. Nel 1875 i Russi imposero elevate tasse ai danni della popolazione, che si ribellò causando l'intervento dell'esercito contro la Svanezia. Nonostante le numerose perdite patite in un territorio montuoso, alla fine la ribellione venne domata e la roccaforte di Khalde venne rasa al suolo nel 1876.
Durante gli anni venti, la guerriglia compì numerose azioni di contrasto contro il giogo dell'Unione Sovietica. Nel 1987 una valanga distrusse numerose abitazioni e uccise 70 persone, in gran parte scolari. Negli anni più recenti, il collasso dell'Unione Sovietica e la guerra civile che scosse la Georgia causarono numerosi problemi socioeconomici. Nonostante l'abitudine millenaria alle dure condizioni della terra in cui vivono, il susseguirsi di frane e inondazioni ha costretto molti Svan a emigrare. La criminalità della regione divenne pressoché insostenibile, sia nei confronti degli abitanti che dei turisti, fino a che una serie di operazioni su vasta scala portate avanti dalle forze di polizia georgiane nel marzo del 2004 non fece migliorare la situazione.

## Cultura e turismo
La Svanezia è famoso per i suoi tesori di architettura e per i paesaggi montani. Quasi ogni villaggio della regione possiede una torre costruita nel Medioevo, fra il IX e il XII secolo. Sparse nella regione vi sono decine di chiese ortodosse e numerose fortezze. Tutto ciò ha fatto sì che l'alta Svanezia venisse inserito nel 1996 nell'elenco dei Patrimoni dell'umanità dell'UNESCO.